# Palpopleura sexmaculata
Palpopleura sexmaculata – gatunek ważki z rodziny ważkowatych (Libellulidae).